# 二上山万葉植物園
二上山万葉植物園（ふたがみやままんようしょくぶつえん）は、富山県高岡市にある植物園（万葉植物園）。1978年春にオープン。

## 概要
二上山の中腹にあり、約1万m2の広さを有する。敷地内には自生しているものも含めて50余種の万葉植物が自然の姿を生かして植えられている。

## 交通
- 二上山万葉ライン